# Арифметична група
Арифметична група — це група, що отримується як цілі точки алгебричної групи, наприклад, {\displaystyle \mathrm {SL} _{2}(\mathbb {Z} ).} Арифметичні групи виникають природним чином при вивченні арифметичних властивостей квадратичних форм та інших класичних областей теорії чисел. Вони також є джерелом для дуже цікавих прикладів риманових многовидів, а тому представляють інтерес для диференціальної геометрії і топології. Нарешті, ці дві області об'єднуються в теорію автоморфних форм, яка є фундаментальною в сучасній теорії чисел.
Якщо {\displaystyle \mathrm {G} } є алгебричною підгрупою групи {\displaystyle \mathrm {GL} _{n}(\mathbb {Q} )} для деякого {\displaystyle n}, то ми можемо означити арифметичну підгрупу групи {\displaystyle \mathrm {G} (\mathbb {Q} )} як групу цілих точок {\displaystyle \Gamma =\mathrm {GL} _{n}(\mathbb {Z} )\cap \mathrm {G} (\mathbb {Q} )}. У загальному випадку не очевидно, як точно означити поняття «цілих точок» {\displaystyle \mathbb {Q} }-групи, а підгрупа, визначена вище, може змінюватися, якщо ми візьмемо інше вкладення {\displaystyle \mathrm {G} \to \mathrm {GL} _{n}(\mathbb {Q} ).}
Тоді краще означення поняття — взяти в якості означення арифметичної підгрупи групи {\displaystyle \mathrm {G} (\mathbb {Q} )} будь-яку групу {\displaystyle \Lambda }, яка зрівнянна (це означає, що як {\displaystyle \Gamma /(\Gamma \cap \Lambda )}, так і {\displaystyle \Lambda /(\Gamma \cap \Lambda )} є скінченними множинами) з групою {\displaystyle \Gamma }, що означена вище (з урахуванням будь-якого вкладення в {\displaystyle \mathrm {GL} _{n}}). За цим означенням з алгебричною групою {\displaystyle \mathrm {G} } асоційований набір «дискретних» підгруп, зрівнянних між собою.